# 水西駅
水西駅（スソえき）は大韓民国ソウル特別市江南区水西洞にある、ソウル交通公社・韓国鉄道公社（KORAIL）・SR・GTX-A路線の駅。

## 利用可能な鉄道路線
ソウル交通公社
 3号線 - 駅番号は349
韓国鉄道公社
 盆唐線 - 駅番号はK221
SR
水西平沢高速線（SRT）
首都圏広域急行鉄道
A路線 - 駅番号はX108

## 歴史
湖南高速鉄道の始発駅として計画されていたが、代わりに水西 - 平沢間の首都圏高速鉄道や首都圏広域急行鉄道（GTX）の起点駅として国土海洋部のチェックを受け、2011年6月28日に着工した。
- 1993年10月30日 - ソウル特別市地下鉄公社（当時）3号線の駅として開業。当初は始発駅であった。
- 1994年9月1日 - 鉄道庁（当時）の盆唐線が開業。当初は始発駅であった。
- 2003年9月3日 - 盆唐線の宣陵駅 - 当駅間の延伸開業により、盆唐線の駅も途中駅となる。
- 2005年1月1日 - ソウル特別市地下鉄公社がソウルメトロに改組、鉄道庁が韓国鉄道公社に改組される。
- 2010年2月18日 - 3号線・当駅 - 梧琴駅間の開業に伴い、3号線の駅も途中駅となる。
- 2010年 - 盆唐線のホームにおいてホームドア稼働開始。
- 2011年6月28日 - 江南区水西洞201-5番地に首都圏高速鉄道・大深度広域鉄道の駅舎着工。
- 2012年4月 - 管理駅システムの改編により、盆唐線の駅は管理駅となる[3]。
- 2013年11月30日 - 盆唐線の急行の停車駅となる。
- 2016年12月9日 - SRの水西平沢高速線開業により、SRTの始発駅となる。
- 2024年3月30日 - 首都圏広域急行鉄道A路線（GTX-A線）の開業により、始発駅となる。

## 駅構造
3号線と盆唐線の改札階はいずれも地下1階にあり、それぞれ改札口は1ヶ所ずつある。両改札口付近（改札外）に化粧室が1ヶ所ずつある。出入口は1番から6番までと1-1番の計7ヶ所ある。

### ソウル交通公社
ホーム階は地下2階にあり、単式ホーム1面1線と島式ホーム1面2線、計2面3線のホームを有している。保安用にホームドアシステム（フルスクリーンタイプ）を装備する。3番線は水西車両事務所の連絡線であり、梧琴方面に向かうことができない。そのため、3番線のホームドアの上にある駅名標には隣駅に可楽市場駅の表記がされていない。
盆唐線に乗り換える場合、ホーム西寄り（逸院寄り）にある階段を下り、地下3階にある連絡通路を利用して乗り換えることができる。

#### のりば

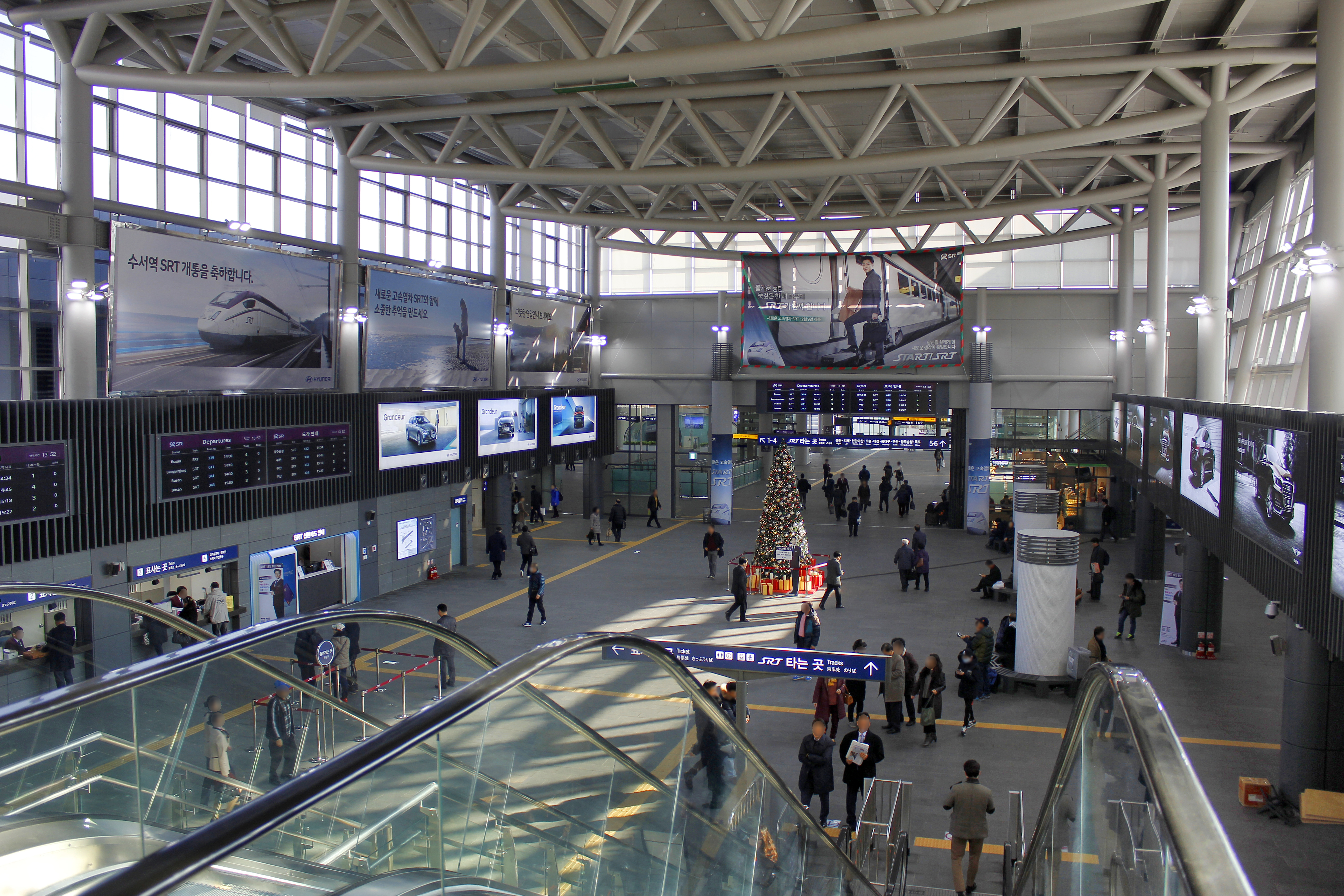
コンコース
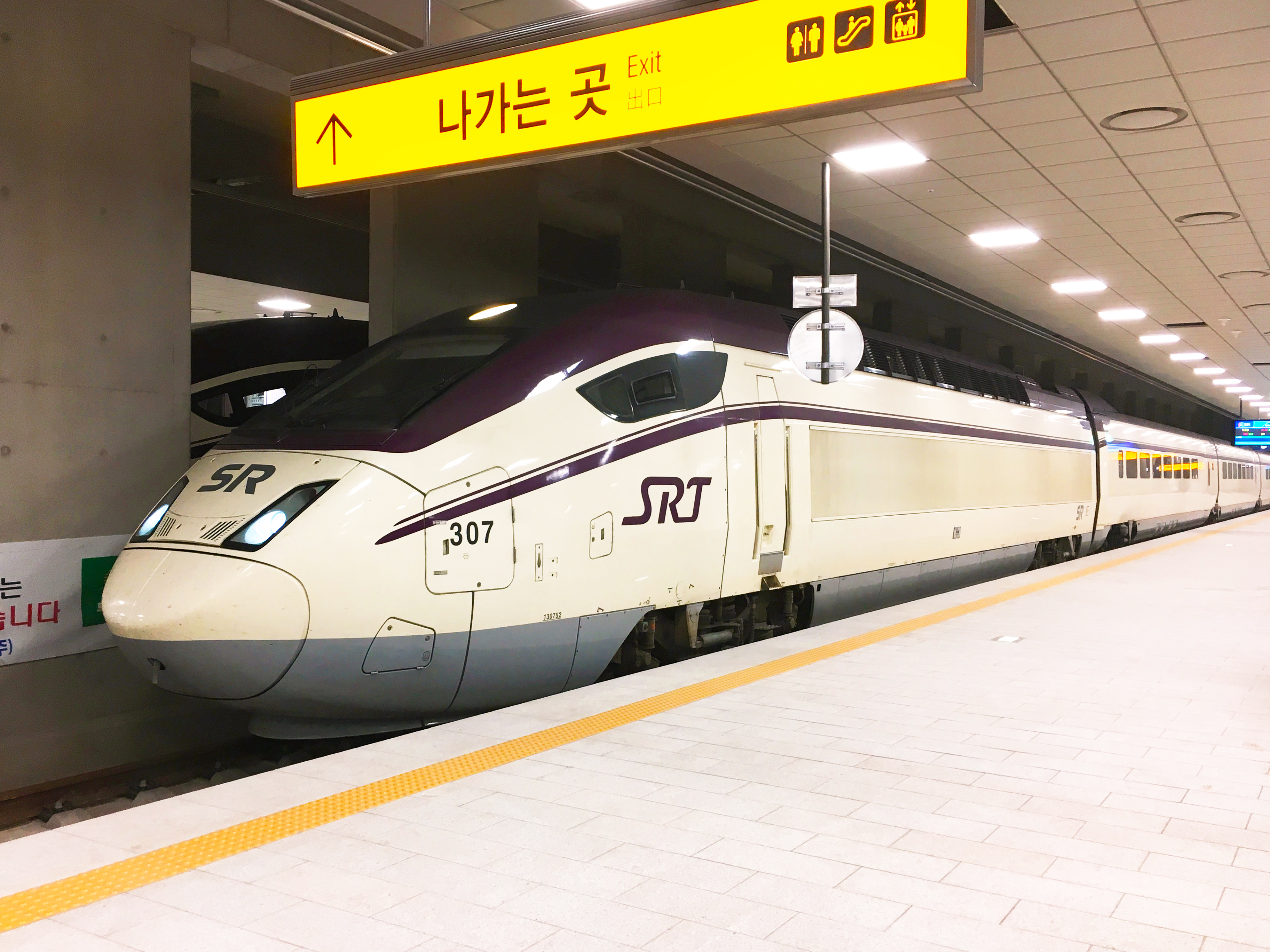
プラットホーム
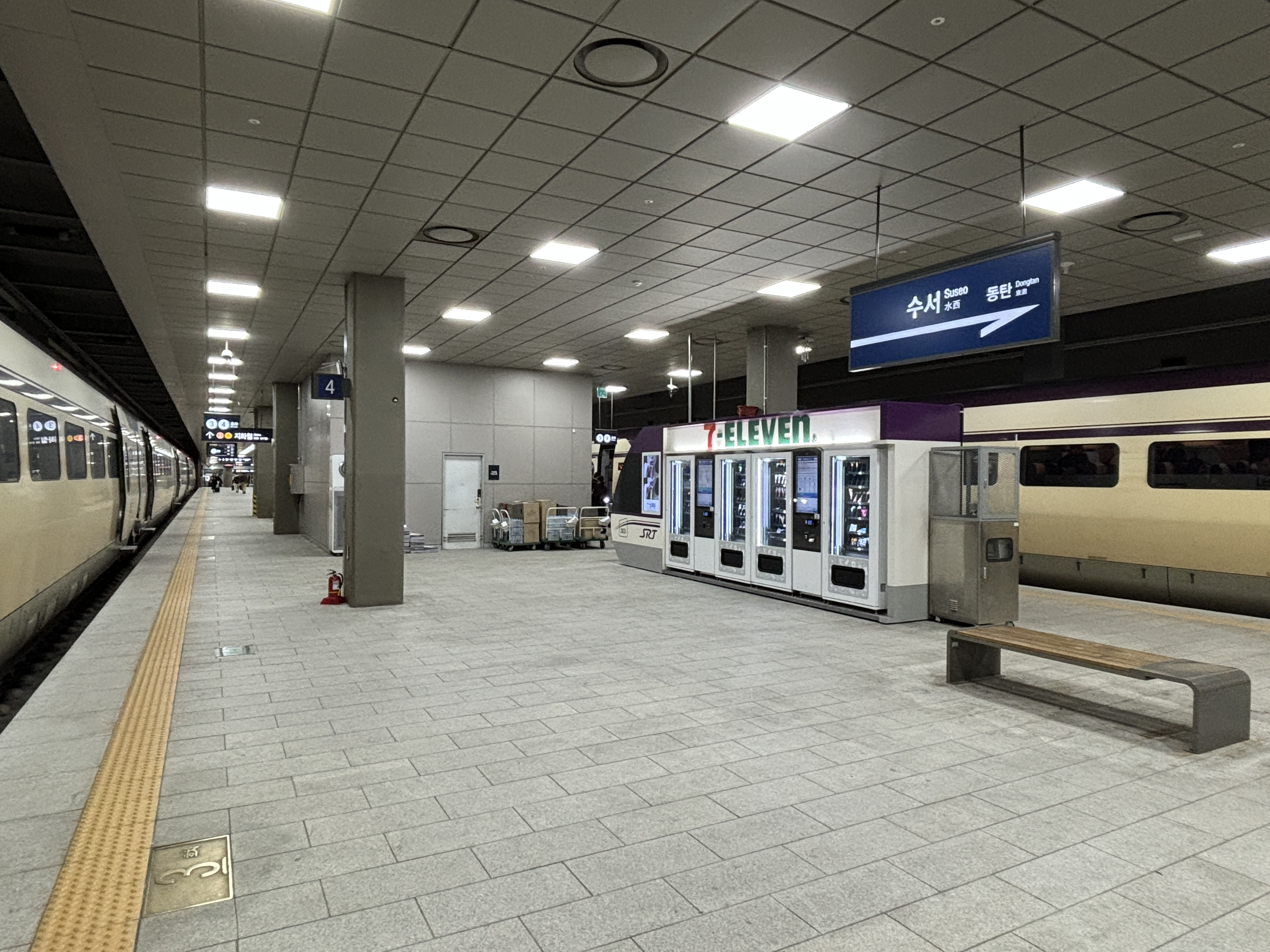
ホームと駅名標
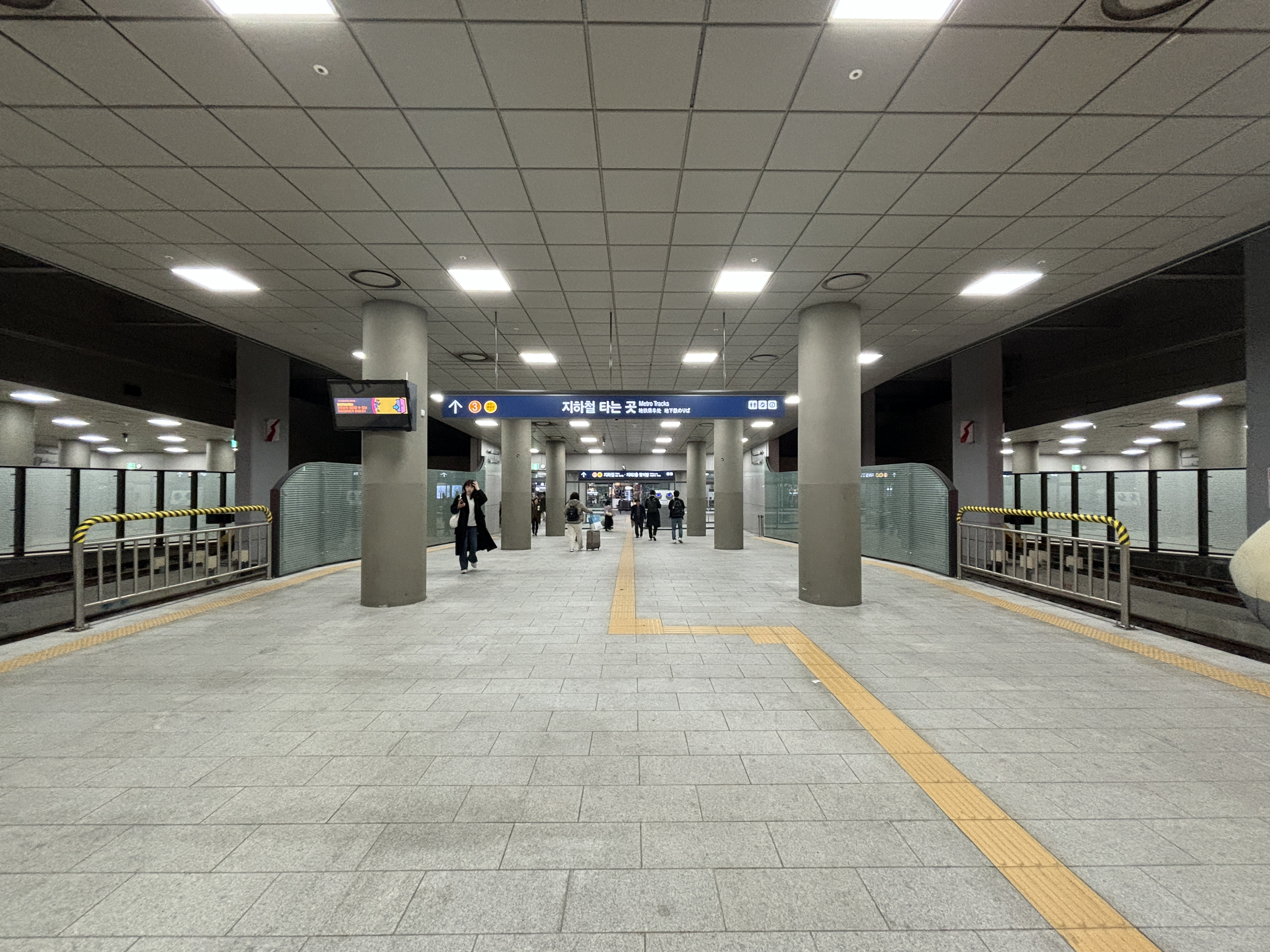
地下鉄辺のホーム

| ホーム | 路線  | 行先                                            |
| ------ | ----- | ----------------------------------------------- |
| 2      | 3号線 | 可楽市場・警察病院・梧琴方面（一部当駅止まり）  |
| 1      | 3号線 | 旧把撥・大化方面                                |
| 3      | 3号線 | 当駅発 旧把撥・大化方面（水西車両事務所出庫線） |

### 韓国鉄道公社
相対式ホーム2面2線を有する地下駅。保安用にホームドアシステム（フルスクリーンタイプ）を装備する。改札階からエスカレーターで地下2階を経て地下3階で上下線ホームへの行先が分かれ、ホームは地下4階にある。
3号線に乗り換える場合、地下3階にある連絡通路を利用して乗り換えることができる。

#### のりば
| ホーム | 路線   | 行先                   |
| ------ | ------ | ---------------------- |
| 1      | 盆唐線 | 福井・竹田・水原方面   |
| 2      | 盆唐線 | 道谷・宣陵・往十里方面 |

### SR
頭端式ホーム3面6線を有する地下駅。

#### のりば
| 始発・始終        |
| 12 \| 34 \| 56 \| |
| 東灘 ↓            |

| ホーム | 列車 | 行先                                          |
| ------ | ---- | --------------------------------------------- |
| 1-6    | SRT  | 大田・東大邱・釜山・益山・光州松汀・木浦 方面 |

- コンコース
- プラットホーム
- ホームと駅名標
- 地下鉄辺のホーム

## 利用状況
近年の一日平均利用人員推移は下記のとおり。
| 路線   | 路線     | 2000年 | 2001年 | 2002年 | 2003年 | 2004年 | 2005年 | 2006年 | 2007年 | 2008年 | 2009年 | 出典  |
| ------ | -------- | ------ | ------ | ------ | ------ | ------ | ------ | ------ | ------ | ------ | ------ | ----- |
| 3号線  | 乗車人員 | 10,085 | 11,116 | 11,982 | 12,766 | 12,483 | 12,590 | 12,517 | 12,371 | 12,407 | 12,764 | [ 5 ] |
| 3号線  | 降車人員 | 8,685  | 9,500  | 10,402 | 11,392 | 11,263 | 11,477 | 11,455 | 11,308 | 11,423 | 11,843 | [ 5 ] |
| 3号線  | 乗降人員 | 18,770 | 20,616 | 22,384 | 24,158 | 23,746 | 24,067 | 23,972 | 23,679 | 23,830 | 24,607 | [ 5 ] |
| 盆唐線 | 乗車人員 | 521    | 2,685  | 3,256  | 4,585  | 3,870  | 5,518  | 5,480  | 5,506  | 5,729  | 5,830  | [ 6 ] |
| 盆唐線 | 降車人員 | 441    | 2,685  | 3,284  | 4,635  | 3,940  | 5,359  | 5,379  | 5,405  | 5,598  | 5,677  | [ 6 ] |
| 路線   | 路線     | 2010年 | 2011年 | 2012年 | 2013年 | 2014年 | 2015年 | 2016年 | 出典   |        |        |       |
| 3号線  | 乗車人員 | 10,717 | 10,691 | 10,769 | 11,262 | 12,343 | 12,610 | 13,036 | [ 5 ]  |        |        |       |
| 3号線  | 降車人員 | 10,755 | 10,863 | 11,008 | 11,461 | 12,506 | 12,883 | 13,350 | [ 5 ]  |        |        |       |
| 3号線  | 乗降人員 | 21,472 | 21,554 | 21,777 | 22,723 | 24,849 | 25,492 | 26,386 | [ 5 ]  |        |        |       |
| 盆唐線 | 乗車人員 | 4,821  | 4,628  | 5,215  | 7,462  | 8,534  | 9,309  | 9,574  | [ 6 ]  |        |        |       |
| 盆唐線 | 降車人員 | 4,681  | 4,629  | 5,280  | 7,629  | 8,640  | 9,475  | 9,762  | [ 6 ]  |        |        |       |

## 駅周辺
かつて近くで大規模な有機農業がおこなわれており、悪臭が乗り換え通路まで漂うこともあった。
- 農水産物流センター
- 大真デザイン高等学校（朝鮮語版）
- 都市開発アパート
- 東部幹線道路（朝鮮語版）水西IC
- 明花総合社会福祉館
- 水西車両事務所（朝鮮語版）
- ソウル特別市児童福祉センター
- ソウル特別市女性保護センター
- ソウル世宗高等学校（朝鮮語版）
- 水西洞住民センター
- 水西総合社会福祉館
- 水西中学校（朝鮮語版）
- ソウル水西初等学校（朝鮮語版）
- ソウル水西警察署水西治安センター
- イーマート水西店
- KT水西支店
- 炭川

## 隣の駅
ソウル交通公社
 3号線 
逸院駅 (348) - 水西駅 (349) - 可楽市場駅 (350)
韓国鉄道公社
 盆唐線
急行・緩行
大母山入口駅 (K220) - 水西駅 (K221) - 福井駅 (K222)
SR
●水西平沢高速線
SRT
水西駅 - 東灘駅
首都圏広域急行鉄道
A路線
水西駅 (X108) - 城南駅 (X109)